# Henrik August Flindt (officer)
 Der er flere personer med dette navn, se H.A. Flindt.
Henrik (Henrich) August Flindt (født 30. august 1756 i Kerteminde, død 9. august 1826 i Horsens) var en dansk officer, far til C.L.H. Flindt.
Han var søn af major Henrik Flindt (1716-1791) og Wilhelmine Charlotte Merckel (1725-1802). Flindt blev karakteriseret ritmester i Husarregimentet, 1803 sekondritmester, 1806 premiermajor, 28. juni 1809 Ridder af Dannebrog og samme år karakteriseret oberstløjtnant og eskadronschef i Prins Frederik Ferdinands Dragonregiment, blev 1812 kammerherre, 1814 oberst à la suite og inspektør over kavaleriet, 28. oktober 1817 Dannebrogsmand og 25. maj 1826 Kommandør af Dannebrog.
Første gang var han gift (24. januar 1791 i Christiansborg Slotskirke) med Charlotte Amalie baronesse Knuth (født 14. juni 1762, død 13. februar 1824 i København), datter af Conrad Ditlev baron Knuth og Conradine Augusta født komtesse Reventlow. Parret blev skilt 18. december 1802. I sit andet, meget kortvarige, ægteskab var han gift (1825) med Anna Maria Dam (ca. 1779-1856).